# 1907-es magyar atlétikai bajnokság
Az 1907-es magyar atlétikai bajnokságot – amely a 12. bajnokság volt.

## Eredmények

### Férfiak
| Versenyszám     | Arany                          | Arany   | Ezüst                    | Ezüst   | Bronz                          | Bronz   |
| --------------- | ------------------------------ | ------- | ------------------------ | ------- | ------------------------------ | ------- |
| 100 yard        | Hellmich Miksa OTE             | 10,6    | Péchy Ernő Magyar AC     |         | Déri Emil BAK                  |         |
| 440 yard        | Veres Sándor Magyar AC         | 55,6    | Holits Rezső BEAC        |         | Fekete István MAFC             |         |
| 880 yard        | Holits Rezső BPTTSE            | 2:09,0  | Kazár Tivadar MUE        |         |                                |         |
| 1 mérföld       | Veres Imre Magyar AC           | 4:51,0  | Leopold Sax Wiener AC    |         | Arnošt Nejedlý SC Slavia Praha |         |
| 3 mérföld       | Arnošt Nejedlý SC Slavia Praha | 17:34,6 | Forgács Jenő BAK         |         | Miskey Árpád BAK               |         |
| 120 yard gát    | Kéméndy Ernő UTE               | 17,6    | Medgyessy Iván Magyar AC |         | Holits Ödön MTK                |         |
| 30 km gyaloglás | Manglitz Ferenc FTC            | 3:09:08 | Sörös Árpád TAC          |         | Csizmadia István FTC           |         |
| magasugrás      | Polyákovich Elemér Magyar AC   | 172 cm  | Vadon Géza DTE           | 172 cm  | Holits Ödön MTK                | 168 cm  |
| távolugrás      | Rökk Ede MTK                   | 639 cm  | Kéméndy Ernő UTE         | 629 cm  | Medgyessy Iván Magyar AC       | 618 cm  |
| rúdugrás        | Kiss Imre Magyar AC            | 330 cm  | Páthy József SAAC        | 300 cm  | Rökk Ede MTK                   | 280 cm  |
| súlylökés       | Kirchoffer Kálmán NYTVE        | 11,73m  | Kozla András BSZAC       | 11,71 m | László Géza MTK                | 11,65 m |
| diszkoszvetés   | Halmos Károly Magyar AC        | 39,12 m | Antal Pál MTK            | 38,57 m | Mudin István Magyar AC         | 33,60 m |